# Турбиго
Турбиго (итал. Turbigo) — город в Италии, в провинции Милан области Ломбардия.
Население составляет 7485 человек (на 2010 г.), плотность населения составляет 878,5 чел./км². Занимает площадь 8,52 км². Почтовый индекс — 20029. Телефонный код — 0331.
В коммуне 15 августа особо празднуется Успение Пресвятой Богородицы. Покровителем коммуны почитается San Vincenzo. Праздник ежегодно празднуется 5 апреля.

## Известные уроженцы
- Жене, Карло Джузеппе (1800—1847) — итальянский натуралист и писатель.